# Elżbieta Bińczycka
Elżbieta Bińczycka z domu Godorowska (ur. 2 marca 1955 w Krakowie) – polska teatrolog i działaczka polityczna, w latach 2015–2016 przewodnicząca Partii Demokratycznej – demokraci.pl, od 2016 przewodnicząca partii Unia Europejskich Demokratów.

## Życiorys

### Wykształcenie i działalność zawodowa
Urodziła się jako córka Kazimierza Godorowskiego 2 marca 1955 w Krakowie. Ukończyła teatrologię na Uniwersytecie Jagiellońskim.
Od 1998 pracowała w Narodowym Starym Teatrze w Krakowie, początkowo jako specjalistka ds. programowo-literackich, a następnie jako sekretarz literacki. Od 2015 w związku z działalnością polityczną pozostawała na urlopie bezpłatnym. Zaangażowana w rozmaite przedsięwzięcia kulturalne, zwłaszcza związane z teatrem, była m.in. koordynatorką akcji „Dotknij Teatru” w Małopolsce. Jest autorką opracowań teatralnych i biogramów poświęconych zmarłym aktorom.

### Działalność polityczna
Od grudnia 1990 członkini kolejno Unii Demokratycznej, Unii Wolności, Partii Demokratycznej i Unii Europejskich Demokratów. Bez powodzenia kandydowała w różnych wyborach samorządowych, parlamentarnych i europejskich.
W Partii Demokratycznej była przewodniczącą regionu krakowskiego, członkinią sądu koleżeńskiego, a od 2012 wiceprzewodniczącą zarządu. 28 listopada 2015 zastąpiła Andrzeja Celińskiego na stanowisku przewodniczącego partii. W 2016 została przewodniczącą komitetu koordynacyjnego Koalicji Wolność, Równość, Demokracja (w skład której weszła PD), powołanej przy Komitecie Obrony Demokracji (później zastąpił ją Janusz Onyszkiewicz).
12 listopada 2016, w wyniku połączenia Partii Demokratycznej ze strukturami stowarzyszenia Europejscy Demokraci (mającego koło poselskie), została przewodniczącą Unii Europejskich Demokratów. W lipcu 2017 została zatrudniona w biurze koła poselskiego Unii Europejskich Demokratów w Sejmie RP, wcześniej pracowała w biurze poselskim Stanisława Huskowskiego. Później objęła funkcję zastępczyni dyrektora biura klubu poselskiego PSL-UED.
W lutym 2019 zgłosiła przystąpienie UED do Koalicji Europejskiej, a w kwietniu znalazła się na 9. miejscu listy koalicji w wyborach do Parlamentu Europejskiego w okręgu nr 10, obejmującym województwa małopolskie i świętokrzyskie. Uzyskała 6540 głosów i nie zdobyła mandatu europosła.
W wyborach parlamentarnych w tym samym roku otrzymała pierwsze miejsce na liście kandydatów PSL do Sejmu w okręgu łódzkim (w ramach inicjatywy Koalicja Polska, w skład której weszła UED), nie uzyskując mandatu poselskiego. W nowej kadencji parlamentu została zatrudniona w biurze klubu parlamentarnego tworzonego przez PSL i jego koalicjantów.

## Życie prywatne
Jej dziadek służył w Legionach Polskich, a ojciec w Armii Krajowej.
Była studentką, a następnie żoną Jerzego Bińczyckiego, aktora i dyrektora Starego Teatru, do czasu jego śmierci w 1998. Otrzymali Nagrodę Srebrnego Jabłka przyznawaną najsympatyczniejszym parom przez czytelników miesięcznika „Pani”. Ich synem jest kulturoznawca Jan Bińczycki (ur. 1982).

## Wyniki w wyborach ogólnopolskich
| Wybory | Komitet wyborczy | Komitet wyborczy             | Organ                              | Okręg | Wynik        |
| ------ | ---------------- | ---------------------------- | ---------------------------------- | ----- | ------------ |
| 2007   |                  | Lewica i Demokraci           | Sejm VI kadencji                   | nr 13 | 1735 (0,31%) |
| 2011   |                  | Sojusz Lewicy Demokratycznej | Sejm VII kadencji                  | nr 13 | 4098 (0,81%) |
| 2014   |                  | Europa Plus Twój Ruch        | Parlament Europejski VIII kadencji | nr 10 | 2200 (0,24%) |
| 2019   |                  | Koalicja Europejska          | Parlament Europejski IX kadencji   | nr 10 | 6540 (0,38%) |
| 2019   |                  | Polskie Stronnictwo Ludowe   | Sejm IX kadencji                   | nr 9  | 6032 (1,45%) |